# Máxima FM
Pour les articles homonymes, voir Maxima.
Máxima FM était une station de radio nationale privée espagnole, spécialisée dans les musiques électroniques au format dancefloor. Propriété du groupe Prisa, via sa filiale Prisa Radio (ex Unión Radio), elle commence à émettre le 29 mars 2002, reprenant une partie des fréquences de la défunte Sinfo Radio Antena 3. Elle compte à ce jour 5 fréquences en FM. Sa grille des programmes est composée de longues plages musicales (Fórmula Maxima), de sessions de mixx (In Sessions, Maxima Deejay et Climax) mixées par des DJs espagnols (Wally López, un des pionniers de la house en Espagne, Miguel Vizcaíno...) où alternent tous les genres (techno, dance, house progressive, electro, house, makina...). Quelques magazines viennent compléter la programmation.
Un des programmes-phares de la station était « El Gallo Máximo » (avant : « Alerta Máxima »), diffusé du lundi au vendredi de 6 heures à 10 heures. L'émission matinale de Máxima FM, présentée par Dani Moreno, mêlait musique, infos, concours, sport et « bons plans » (cinéma, concerts...). Elle a été remplacée en 2014 par l'émission "Mucho Max" présentée par Myriam Rodilla et Jesús Taltavull et diffusée du lundi au vendredi de 6 heures à 10 heures. En maintenant cette émission est presentée par Ramsés López du lundi au vendredi de 16 heures à 18 heures. En semaine de 18 à 20 heures, samedi de 10 à 14 heures et dimanche de 16 à 20 heures, « Máxima 51 Chart » présente une sélection des albums préférés des auditeurs. Le dimanche, « Funk & Show », présenté par Jesús Sánchez, s'intéresse à la « Black music » (RnB, funk, soul, hip-hop...).
Les résultats d'une enquête effectuée par l'Estudio General de Medios en 2018 montrent que l'auditeur-type de la station est plutôt jeune (81,9 % a moins de 44 ans, 57,6 % moins de 35 ans), issu des classes supérieures (49,1 %) et de sexe masculin (63,5 %). Les 25-34 ans, cœur de cible de la station, forment 28,5 % des auditeurs, suivis à parts par les 35-44 ans (24,3 %), 20-24 ans (15,1 %) et les 14-19 ans (14 %). L'âge moyen d'un auditeur de Máxima FM est le troisième plus bas de la radio espagnole (33,2 ans), ce qui n'est que derrière Flaixbac (32,8 ans) et Megastar FM (30,2 ans). En 2010, Máxima FM pouvait compter sur une audience d'environ 656 000 personnes/jours. En 2014, Máxima FM pouvait compter sur une audience d'environ 700 000 personnes/jours devançant largement ses principaux concurrents qui sont Loca FM et Flaix FM.
En 2018, Máxima FM pouvait compter sur une audience d'environ 259 000 personnes/jours.
Máxima FM disposait de plusieurs fréquences (au nombre de 5 en 2019) en modulation de fréquence, lui permettant de couvrir les principales agglomérations du pays. Elle était également reprise en direct sur Internet.
Le 9 octobre 2019, Maxima FM devenait LOS40 Dance, rejoignant ainsi la famille LOS40 du groupe de presse Prisa.

## Liste des fréquences (5)

### Andalousie
- Málaga: 88.5 FM

### Aragon
- Zaragoza: 92.0 FM

### Asturies
- Oviedo: 94.7 FM

### Les Iles Canaries
- Las Palmas de Gran Canaria: 102.7 FM

### Catalogne
- Barcelona: 104.2 FM

## Programmation
Les styles musicaux alimentant la programmation sur Máxima FM sont variés : club, dance, tropical house, deep house, progressive, future house, electro, makina, techno y trance. Ces styles musicaux se sont retrouvés au cours de multiples émissions :
- Área 51 Chart
- Aoki's House
- B-Neil
- Bien Bailao
- Calambre Techno
- Climax
- El Gallo Máximo
- Fórmula Máxima
- Fórmula Máxima Deluxe
- In Sessions
- La Roca
- Matinée World
- Maxiclubbing
- Máxima 51 Chart
- Máxima 51 VIP
- Máxima Deejay
- Máxima Locura
- Máxima Reserva
- Máxima Residentes
- Mucho Max
- Puro Dance
- Release Yourself
- Selección Vital
- The Martin Garrix Show
- Tiesto's Club Life
- Vonyc Sessions